# 大船渡新港
大船渡新港（おおふなとしんこう）は、岩手県大船渡市赤崎町に建設中の重要港湾の大船渡港永浜埠頭・山口埠頭の総称である。両埠頭についてここで説明する。

## 概要
大船渡町の野々田埠頭の湾を挟んだ対岸の赤崎町永浜（ながはま）地区と山口地区にまたがる海域を埋め立てて建設されている。別名は新港埠頭（しんこうふとう）。主に使用用途は海上コンテナの積み出し及び積み入れである。これは、現在供用している野々田埠頭は元々東南アジアからの原木を貯木する埠頭であったが、その半分を現在コンテナ埠頭として使用しているが、現段階で大船渡港からのコンテナ輸出入量が月を追うごとに急増している事、コンテナ埠頭の狭さ、大船渡港の主要輸出品目である水産物を入れる冷蔵コンテナ（リーファーコンテナ）の電源を供給するリーファーコンセントが不足していることから、現在急ピッチで工事中である。整備内容としては、大型貨物船が十分余裕を持って入港及び接岸できる水深の岸壁の整備、大量のコンテナを十分収容できる広さの埠頭整備、港からの積み出しをスムーズに行うための臨港道路の整備である。
大船渡新港は、現在供用している野々田地区コンテナ埠頭の4倍以上の広さで、現在よりも多くのリーファーコンセントを設置するため、より多くのリーファーコンテナを扱える事と、大型貨物船が多数接岸できる事、多くのコンテナを収容できる面積を誇っている。完成すれば、野々田埠頭だけでなくてもコンテナ貿易ができ、現在就航している釜山の釜山港以外の世界の港とも貿易を行う事ができる。